# Vieska nad Blhom
Vieska nad Blhom (maďarsky Balogújfalu) je obec na Slovensku v okrese Rimavská Sobota v Banskobystrickém kraji. V roce 2019 zde žilo 176 obyvatel, z nichž většina je maďarské národnosti.

## Historie
Obec byla poprvé písemně zmíněna v roce 1427 pod názvem Wyfalu, až po vzniku samostatného československého státu roku 1920 dostává slovenské jméno Vieska, roku 1927 Vieska nad Blhom. Vesnice vznikla vyčleněním od Radnovců ve 14. století. Víska byla poničena za osmansko-habsburských válek, především při obléhání Vídně roku 1683. V roce 1828 zde bylo 20 domů se 148 obyvateli, kteří se živili zemědělstvím. Po první vídeňské arbitráži, mezi lety 1938 až 1945, byla obec součástí Maďarska.

## Geografie
Vieska nad Blhom se nachází v jižní části regionu Gemer. Centrum vsi je vzdáleno 14 kilometrů východně od Rimavské Soboty a leží v nadmořské výšce 171 m n. m. Obcí protéká řeka Blh, která se u Rimavské Seče zleva vlévá do Rimavy.

## Geologie
Obec se nachází v Rimavské kotlině na bezlesé rovině s vytvořenými říčními terasami řeky Blhu. Podloží tvoří slínovec, jílovec a pískovec. Nachází se zde hnědozemě, nivní a ilimerizované půdy.

## Obyvatelstvo
Podle sčítání lidu roku 2011 v obci Vieska nad Blhom žilo 164 obyvatel, z toho se 149 hlásilo k maďarské národnosti, deset ke slovenské národnosti a dva k romské národnosti. Tři lidé svoji národnost neuvedli. K římskokatolické církvi se přihlásilo 88 obyvatel, k reformované křesťanské církvi 50 a k řeckokatolické církvi šest obyvatel. 20 obyvatel svoji víru neuvedlo.

## Doprava
Čtyři kilometry severně od obce, a sice obcí Bátka, probíhá silnice I/16, po které současně vedou evropské silnice E58 a E571. Podél této silnice I. třídy v některých úsecích paralelně probíhá rychlostní silnice R2.

## Pamětihodnosti
V obci Vieska nad Blhom se nachází neoklasicistní reformovaný kostel z roku 1882. Uvnitř se nacházejí pamětní desky první a druhé světové války a dřevěná empora. Kazatelna je umístěna ve střední části lodi. Fasády jsou zdobeny lizénovými rámy. Věž, která je dekorována pilastry, je ukončena kovovou kopulí s makovicí. V roce 2005 byl kostel rekonstruován. Přestože věřící reformované církve tvoří ve vesnici menšinu, jedná se o jediný kostel v obci.

## Galerie

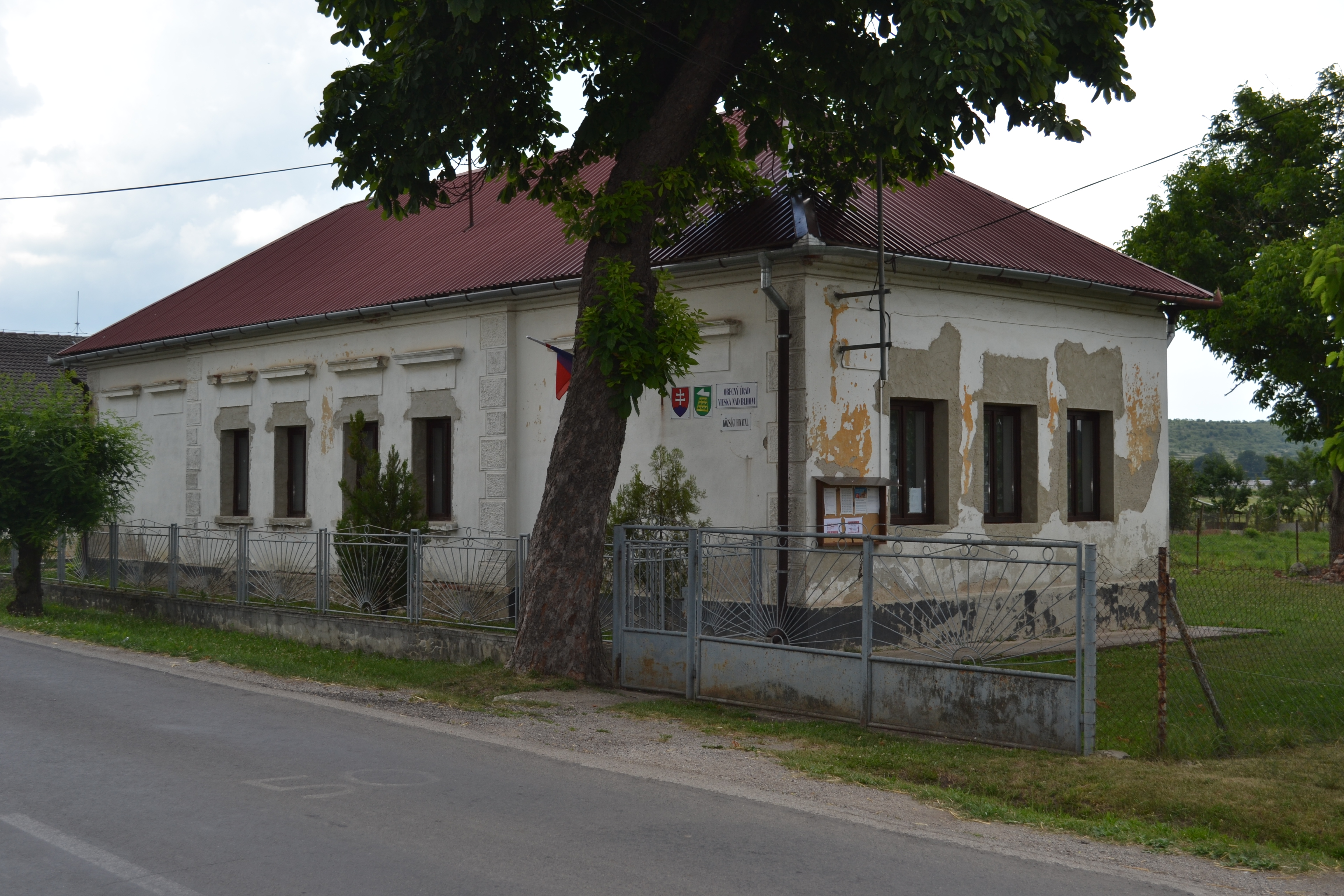
obecní úřad
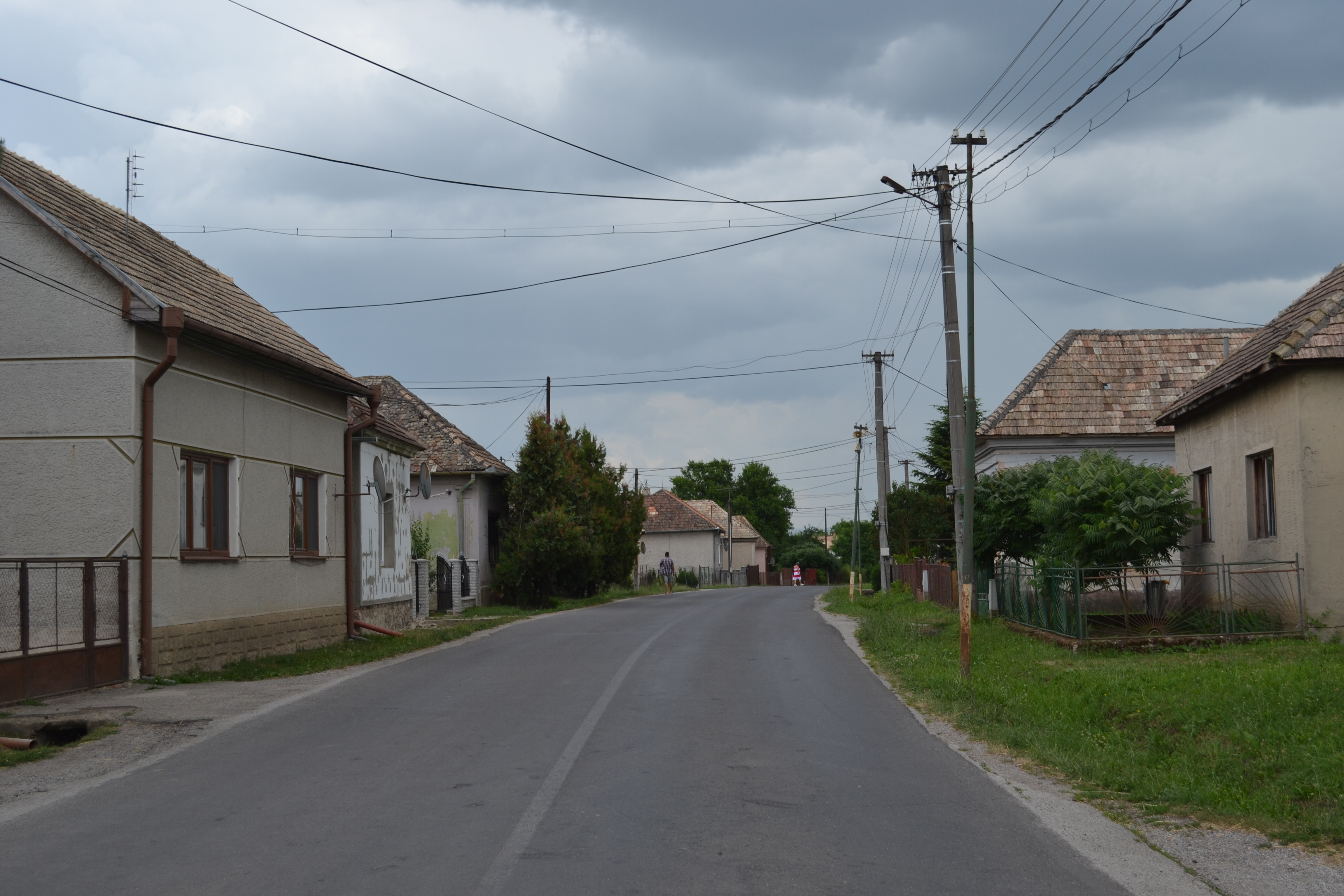
hlavní ulice
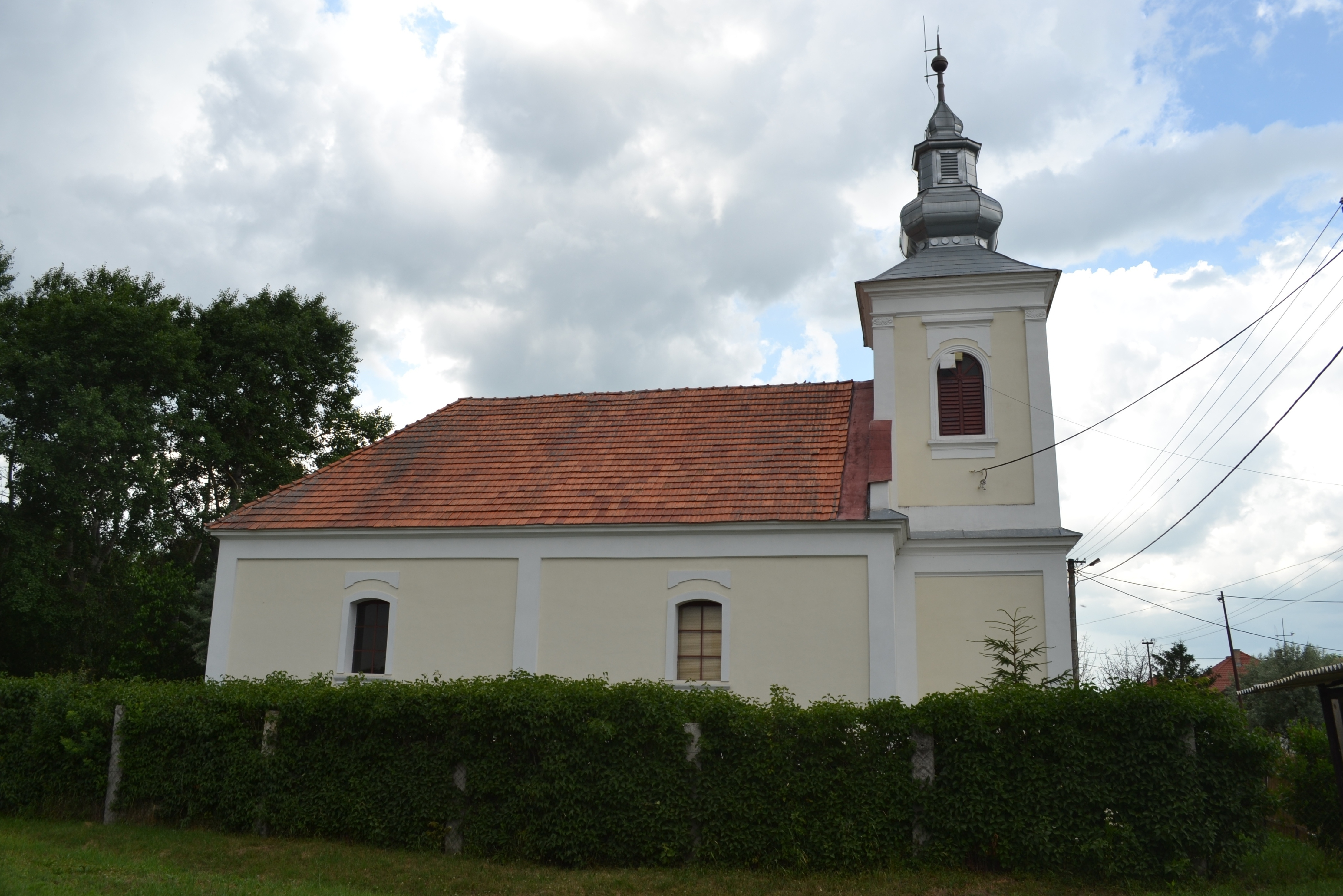
boční pohled na místní kostel